# Concerto pour hautbois
Pour les articles homonymes, voir Concerto pour hautbois (homonymie).
Un concerto pour hautbois est une œuvre musicale composée pour cet instrument. 

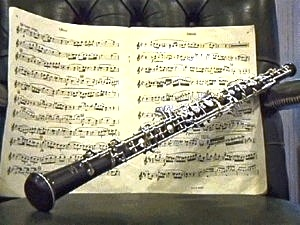
Hautbois devant une partition.

## Formes
Des concertos (ainsi que des œuvres non concertantes) sont écrits pour le hautbois, aussi bien en tant qu'instrument soliste qu'en association avec d'autres instruments solistes, et accompagné par des orchestres à cordes, des orchestres de chambre, de grands orchestres, des petites formations ou de semblables grands ensembles.

## Compositeurs

### Période baroque
- Tomaso Albinoni
- Johann Sebastian Bach
- Arcangelo Corelli (arrangé par John Barbirolli d'autres œuvres de Corelli)
- Joseph-Hector Fiocco
- Christoph Graupner
- George Frideric Handel
- Jean-Marie Leclair
- Antonio Lotti
- Alessandro Marcello
- Johann Joachim Quantz
- Alessandro Scarlatti
- Georg Philipp Telemann
- Antonio Vivaldi
- Jan Dismas Zelenka

### Période classique
- Carl Philipp Emanuel Bach
- Johann Christian Bach
- Ludwig van Beethoven (perdu)
- Carlo Besozzi
- Domenico Cimarosa
- Carl Ditters von Dittersdorf
- Josef Fiala
- Joseph Haydn (douteux)
- William Herschel
- Ignaz Holzbauer
- Johann Nepomuk Hummel
- Franz Krommer
- Ludwig August Lebrun
- Wolfgang Amadeus Mozart
- Antonio Rosetti
- Antonio Salieri
- Carl Stamitz

### Période romantique
- Vincenzo Bellini
- Johannes Wenzeslaus Kalliwoda
- August Klughardt
- Wilhelm Bernhard Molique
- Ignaz Moscheles
- Antonio Pasculli
- Nikolai Rimsky-Korsakov (hautbois et petite formation)
- Richard Strauss
- Stanislas Verroust
- Carl Maria von Weber (avec instruments à vent)

### Période contemporaine
- Kalevi Aho
- William Alwyn
- David Amram
- Hendrik Andriessen
- Louis Andriessen
- Malcolm Arnold
- Tadeusz Baird
- Leonardo Balada
- Samuel Barber
- Sally Beamish
- David Bedford
- Arthur Benjamin (sur des thèmes de Domenico Cimarosa)
- Richard Rodney Bennett
- Luciano Berio
- Lennox Berkeley
- Michael Berkeley
- John Biggs
- Benjamin Britten
- Anthony Burgess
- Edwin Carr
- Elliott Carter
- Mario Castelnuovo-Tedesco
- John Corigliano
- Henry Cowell
- Peter Maxwell Davies
- Edison Denisov
- Antal Doráti
- Bill Douglas
- Joël-François Durand
- Ross Edwards
- Edward Elgar
- Morton Feldman
- Lukas Foss
- Jean Françaix
- John Gardner
- Eugène Goossens
- Michael Zev Gordon
- Helen Grime
- John Harbison
- Jonathan Harvey
- Christos Hatzis
- Hans Werner Henze
- Frigyes Hidas (en)
- Jennifer Higdon
- Heinz Holliger
- Gustav Holst
- Arthur Honegger
- Jacques Ibert
- Gordon Jacob
- John Joubert
- Jouni Kaipainen
- Graeme Koehne
- Thomas Oboe Lee
- György Ligeti
- Robert Linn
- Malcolm Lipkin
- Bent Lorentzen (en)
- Witold Lutosławski
- Salvatore Macchia
- Bruno Maderna
- Ursula Mamlok
- Frank Martin
- Bohuslav Martinů
- Nicholas Maw
- Olivier Messiaen
- Peter Mieg
- Darius Milhaud
- Anthony Milner
- Paul Moravec
- Dominic Muldowney
- David Mullikin
- Thea Musgrave
- Óscar Navarro
- Arne Nordheim
- Sean Osborn
- Krzysztof Penderecki
- Haim Permont
- Osmo Tapio Räihälä
- Bernard Rands
- Alan Rawsthorne
- Wolfgang Rihm
- George Rochberg
- Christopher Rouse
- Edwin Roxburgh
- Andrey Rubtsov
- Poul Ruders
- Harald Sæverud
- Esa-Pekka Salonen
- Sven-David Sandström
- Peter Schickele
- Alfred Schnittke
- Leif Segerstam
- Roger Steptoe
- Hilary Tann
- John Tavener
- Joan Tower
- Ralph Vaughan Williams
- Carl Vine
- Gwyneth Walker
- Grace Williams
- Ermanno Wolf-Ferrari
- John Woolrich
- Marco Aurelio Yano
- Isang Yun
- Bernd Alois Zimmermann
- Ellen Taaffe Zwilich